# Tellin
Tellin (wa. Telin) – miejscowość i gmina (commune) w południowo-wschodniej Belgii, w Regionie Walońskim, w prowincji Luksemburg, w okręgu Neufchâteau. 1 stycznia 2024 roku liczyła 2539 mieszkańców.  

## Podział administracyjny
W skład gminy wchodzą trzy dzielnice (section):
- Bure
- Grupont
- Resteigne